# Milos Král
Milos Král ( 1932 - 2008) fue un botánico, y fitogeógrafo checo, y posee un registro de 29 nuevas identificaciones y clasificaciones de especies.

## Algunas publicaciones

### Libros
- 1962. Čápi nad městem (Cigüeñas de la ciudad). 122 pp.
- 1976. Vliv exhalátů na kulturní a plevelné rostliny na Lovosicku (Efecto de los contaminantes del aire en las plantas cultivadas y de malezas en Lovosicka). 260 pp.

- La abreviatura «M.Král» se emplea para indicar a Milos Král como autoridad en la descripción y clasificación científica de los vegetales.[1]